# Bento Box Entertainment
Bento Box Entertainment, noto in precedenza come Bento Box Animation, è uno studio di animazione statunitense con base a North Hollywood, in California. Sussidiaria di Fox Corporation, opera sotto la divisione Fox Entertainment.
Fondata nel 2009 dai produttori esecutivi Scott Greenberg, Joel Kuwahara e Mark McJimsey, lo studio è noto soprattutto per aver prodotto Bob's Burgers per Fox prima della sua acquisizione nell'agosto 2019.
Bento Box Entertainment ha quattro studi di animazione: a North Hollywood, Burbank, la Bento Box Animation Studio Atlanta ad Atlanta, in Georgia, e Bento Box Canada a Toronto, in Ontario. La società gestisce anche Princess Bento Studio (precedentemente Princess Pictures) a Melbourne, a Victoria.

## Storia
È stata fondata nel 2009 dai produttori Scott Greenberg, Joel Kuwahara e Mark McJimsey. Il nome deriva dalle bentò, scatole preconfezionate di cibo giapponese.
L'11 ottobre 2016, Bento Box ha diviso la sua società, con una divisione creata appositamente per i bambini, chiamata Sutikki. Lo studio di Sutikki è attualmente situato nel Regno Unito.
Il 6 agosto 2019, è stato annunciato che Fox Corporation stava acquisendo Bento Box, pur permettendogli di operare come casa di produzione indipendente;  lo studio Sutikki non faceva parte dell'acquisizione.
L'8 aprile 2020, ha stretto un accordo con la compagnia cinematografica australiana Princess Pictures, dal nome Princess Bento Studio.

## Bento Box Interactive
Bento Box Interactive è una società basata sulla tecnologia, lanciata nel 2012 da Bento Box Entertainment. Nell'ottobre 2012, Bento Box Interactive ha collaborato con la cantante Alicia Keys per creare un'applicazione mobile educativa intitolata The Journals of Mama Mae and LeeLee per i dispositivi iOS. L'applicazione racconta la storia del rapporto che ha una giovane ragazza di New York con la sua saggia nonna. L'app presenta anche due canzoni originali di Keys, Follow the Moon e Unlock Yourself.

## Filmografia

### Serie televisive
- Neighbors from Hell – serie animata, 10 episodi (2010)
- Bob's Burgers – serie animata, 227 episodi (2011-in corso)
- Allen Gregory – serie animata, 7 episodi (2011)
- Brickleberry – serie animata, 36 episodi (2012-2015)
- Out There – serie animata, 10 episodi (2013)
- The Awesomes – serie animata, 30 episodi (2013-2015)
- Perfect Hair Forever – serie animata, 2 episodi (2014)
- Verme del futuro (Future-Worm!) – corti animati, 5 episodi (2015)
- Bordertown – serie animata, 13 episodi (2016)
- Legends of Chamberlain Heights – serie animata, 13 episodi (2016-2017)
- Chi era…? - Lo show (The Who Was? Show) – serie televisiva, 13 episodi (2018)
- Paradise Police – serie animata, 30 episodi (2018-in corso)
- Alien News Desk – serie animata, 12 episodi (2019)
- Lazor Wulf – serie animata, 10 episodi (2019)
- Moon and Me – serie animata, 50 episodi (2019-in corso)
- The Masked Singer – serie televisiva, 12 episodi (2020)
- Hazbin Hotel – serie animata, (2020-in corso)
- Duncanville – serie animata, 23 episodi (2020-in corso)
- Central Park – serie animata, 18 episodi (2020-in corso)
- Hoops – serie animata, 10 episodi (2020)
- The Great North – serie animata, 22 episodi (2021-in corso)
- HouseBroken – serie animata, 11 episodi (2021-in corso)
- The Prince – serie animata, 12 episodi (2021-in corso)
- Wolfboy e la fabbrica del tutto (Wolfboy and the Everything Factory) – serie animata, 10 episodi (2021-in corso)
- Saturday Morning All Star Hits! – serie animata, 8 episodi (2021-in corso)
- Farzar – serie animata, 10 episodi (2022-in corso)
- Koala Man – serie animata, 8 episodi (2023-in corso)
- Mulligan – serie animata, 10 episodi (2023-in corso)
- Grimsburg – serie animata (2023)
- Krapopolis – serie animata (2023)
- His Majesty's Dragon – serie animata (TBA)

#### Sutikki
- Moon and Me – serie animata, 50 episodi (2019-2020)

#### Princess Bento Studio
- YOLO – serie animata, 16 episodi (2020-in corso)
- Smiling Friends – serie animata, 8 episodi (2022-in corso)
- Koala Man – serie animata, 8 episodi (2023-in corso)
- Hazbin Hotel – serie animata (2024-in corso)

#### Serie di cortometraggi
- Glove and Boots – serie animata (2010-2018)
- Kuroba – serie animata (2018-2019)
- Dogs Playing Poker – serie animata (2021)
- Best Fiends Shorts – serie animata (2021-in corso)
- AquaDonk Side Pieces – serie animata, 10 episodi (2022)

### Film direct-to-video
- Achmed Saves America, regia di Frank Marino (2014)
- Madea's Tough Love, regia di Frank Marino (2015)
- Aqua Teen Forever: Plantasm, regia di Matt Maiellaro e Dave Willis (2022)

### Special
- The David S. Pumpkins Halloween Special, regia di Don Roy King (2017)

### Film cinematografici
- Bob's Burgers - Il film (The Bob's Burgers Movie), regia di Loren Bouchard e Bernard Derriman (2022)

### Film in streaming
- Pastacolypse
- Big Bruh (TBA)
- Millennial Hunter (TBA)